# Гурмельс
Гурмельс (нім. Gurmels) — громада  в Швейцарії в кантоні Фрібур, округ Зее.

## Географія
Громада розташована на відстані близько 22 км на захід від Берна, 11 км на північ від Фрібура.
Гурмельс має площу 17,3 км², з яких на 10,3% дозволяється будівництво (житлове та будівництво доріг), 69% використовуються в сільськогосподарських цілях, 20,1% зайнято лісами, 0,6% не є продуктивними (річки, льодовики або гори).

## Демографія
2019 року в громаді мешкало 4404 особи (+14,2% порівняно з 2010 роком), іноземців було 10,6%. Густота населення становила 254 осіб/км².
За віковим діапазоном населення розподілялося таким чином: 23,1% — особи молодші 20 років, 61,7% — особи у віці 20—64 років, 15,2% — особи у віці 65 років та старші. Було 1728 помешкань (у середньому 2,5 особи в помешканні).
Із загальної кількості 870 працюючих 146 було зайнятих в первинному секторі, 230 — в обробній промисловості, 494 — в галузі послуг.